# Нуклеація
Нуклеація — утворення зародків нової фази при фазових переходах. Розрізняють гетерогенну нуклеацію, при якій зародження відбувається з участю іншорідних домішок та гомогенну нуклеацію, при якій зародки нової фази виникають в однорідній речовині.
Нуклеація — початковий процес при зародженні крапель у переохолодженому газі, наприклад, крапель води в хмарах, бульбашок при кипінні рідини, преципітатів у рідинах чи твердих тілах.
При утворенні зародків нової фази конкурють між собою два процеси: перехід у нову фазу термодинамічно вигідний, при ньому виділяється прихована теплота, водночас, утворення поверхні розділу між двома фазами термодинамічно невигідне. Енергетичний виграш пропорційний об'єму зародка, а програш — площі поверхні. Існує певний розмір зародка, при якому виграш переважає над програшем. Для сферичного зародка цей розмір задається критичним радіусом. Зародки нової фази з розміром, більшим за критичний радіус, стабільні й продовжують рости, зародки меншого розміру — розсмоктуються.
При гомогенній нуклеації зародок із розмірами, більшими за критичний радіус, утворюється за рахунок флуктуацій. Швидкість подальшого росту таких зародків визначається дифузією.